# Pierre percée (mégalithisme)
Pour les articles homonymes, voir Pierre percée.
Une pierre percée est un mégalithe troué.

## Caractéristiques

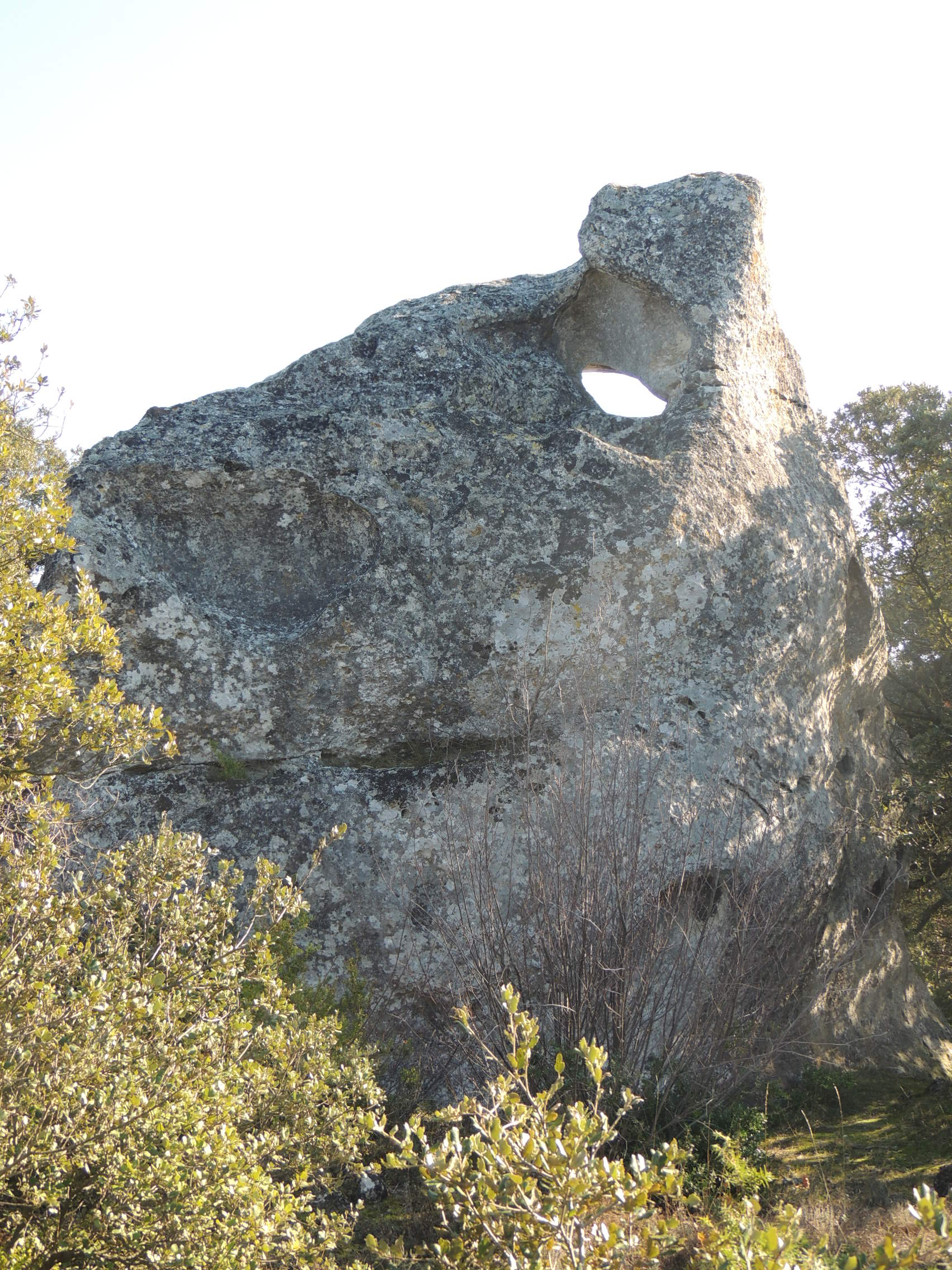
Rocher dit "Oreille de Gargantua", Clansayes (Drôme)

Certains mégalithes, généralement des menhirs, sont percés d'un trou, artificiel ou non, le transperçant de part en part entre deux de ses faces. Le trou est souvent circulaire.

## Exemples

### Arménie
- Zorats Karer

### France
- Charente-Maritime :
  - Pierre percée, Sainte-Lheurine

- Côte-d'Or :
  - Pierre percée, Nod-sur-Seine
- Drome : 

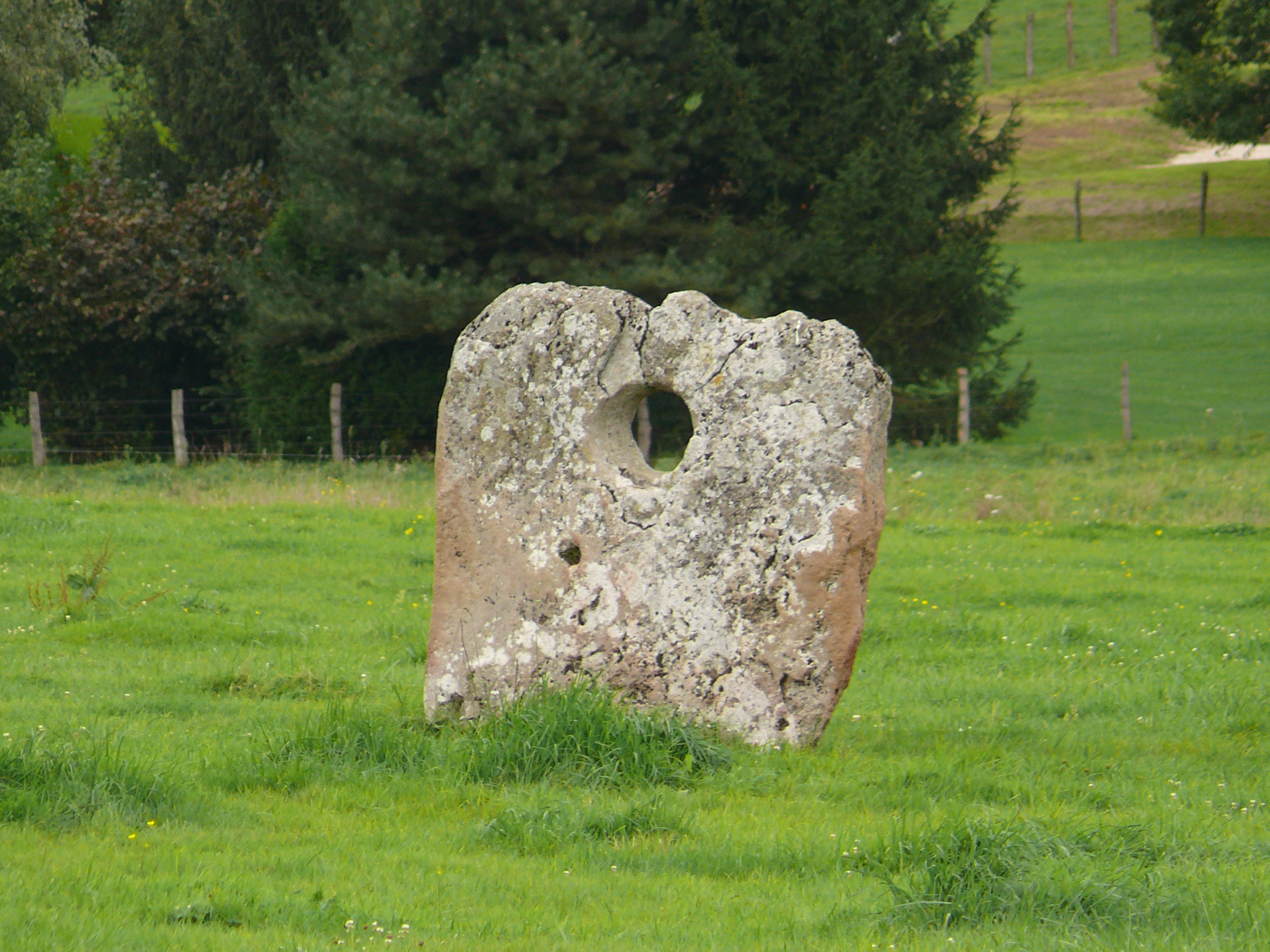
Pierre percée, Aroz.

  - Pierre percée, dite "oreille de Gargantua" (Plateau du Rouvergue)), Clansayes

- Haute-Saône :
  - Pierre percée, Aroz
  - Pierre percée, Fouvent-Saint-Andoche
  - Pierre percée, Traves

- Hérault :
  - Écuelles du Diable, Soumont

- Indre-et-Loire :
  - Pierre Percée, Draché

### Irlande
- Comté d'Antrim :
  - Doagh

- Comté de Cork :
  - Caherurlagh
  - Cloch-Cin

- Comté de Galway :
  - Pierres de Chiaráin

- Comté de Louth :
  - Hurlstone

### Italie
- Sardaigne :
  - Menhirs de San Michele, Nuoro

### Japon
- Honshū :
  - Kofun de Matsuokayama

### Royaume-Uni
- Angleterre :
  - Mên-an-Tol, Cornouailles

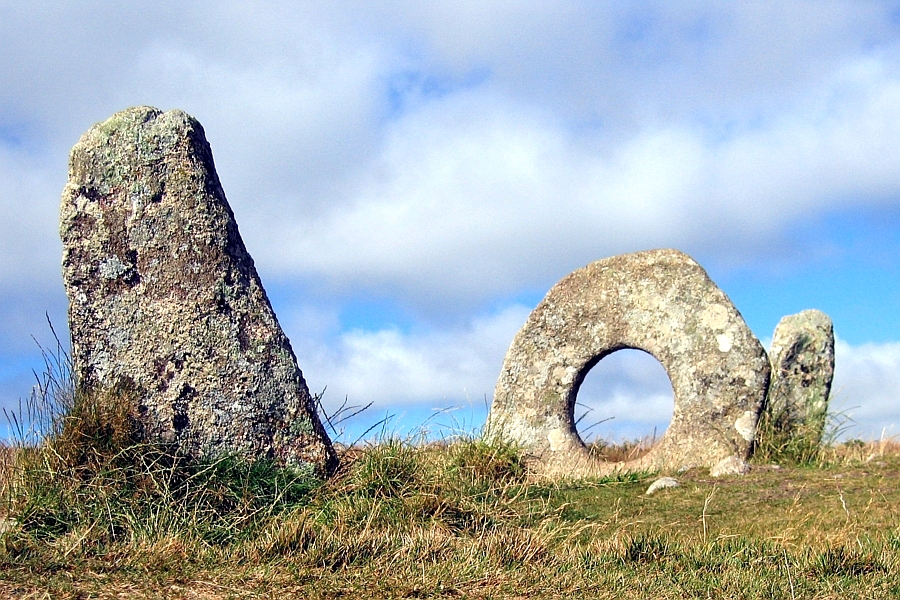
Mên-an-Tol, Cornouailles.

  - Merry Maidens Holed Stone, Cornouailles
  - Tolvan, Cornouailles
  - Cobstone, Gloucestershire
  - Tunshill Tolmen, Grand Manchester
  - Bargain Stone, Midlands de l'Ouest
  - Thompson's Rock, Northumberland
  - Blowing Stone, Oxfordshire
  - New Street Stone, Oxfordshire
  - Wimblestone, Somerset
  - Devil's Ring and Finger, Staffordshire

- Pays de Galles :
  - Pierre de Goronwy, Gwynedd

### Suisse
- Canton du Jura : Courgenay, La Pierre Percée
- Canton de Lucerne :
  - Älbacher Lochstein, Luthern

- Canton de Zurich :
  - Grüti Lochstein, Mettmenstetten